# Hybogasteraceae
Hybogasteraceae är en familj av svampar. Hybogasteraceae ingår i ordningen Russulales, klassen Agaricomycetes, divisionen basidiesvampar och riket svampar.
|                 | Russulaceae                  |
|                 |                              |
|                 | Peniophoraceae               |
|                 |                              |
|                 | Lachnocladiaceae             |
|                 |                              |
| Hybogasteraceae | \| \| Hybogaster \| \| \| \| |
|                 | \| \| Hybogaster \| \| \| \| |
|                 | Hericiaceae                  |
|                 |                              |
|                 | Echinodontiaceae             |
|                 |                              |
|                 | Bondarzewiaceae              |
|                 |                              |
|                 | Auriscalpiaceae              |
|                 |                              |
|                 | Amylostereaceae              |
|                 |                              |
|                 | Albatrellaceae               |
|                 |                              |
|                 | Stephanosporaceae            |
|                 |                              |
|                 | Stereaceae                   |
|                 |                              |
|                 | Gloeopeniophorella           |
|                 |                              |
|                 | Scopulodontia                |
|                 |                              |
|                 | Haloaleurodiscus             |
|                 |                              |
|                 | Scytinostromella             |
|                 |                              |
|                 | Aleurocystidiellum           |
|                 |                              |
|                 | Gloeoasterostroma            |
|                 |                              |
|                 | Gloeohypochnicium            |
|                 |                              |
|                 | Hybogaster                   |
|                 |                              |

|  | Hybogaster |
|  |            |